# Christian Klinkenberg

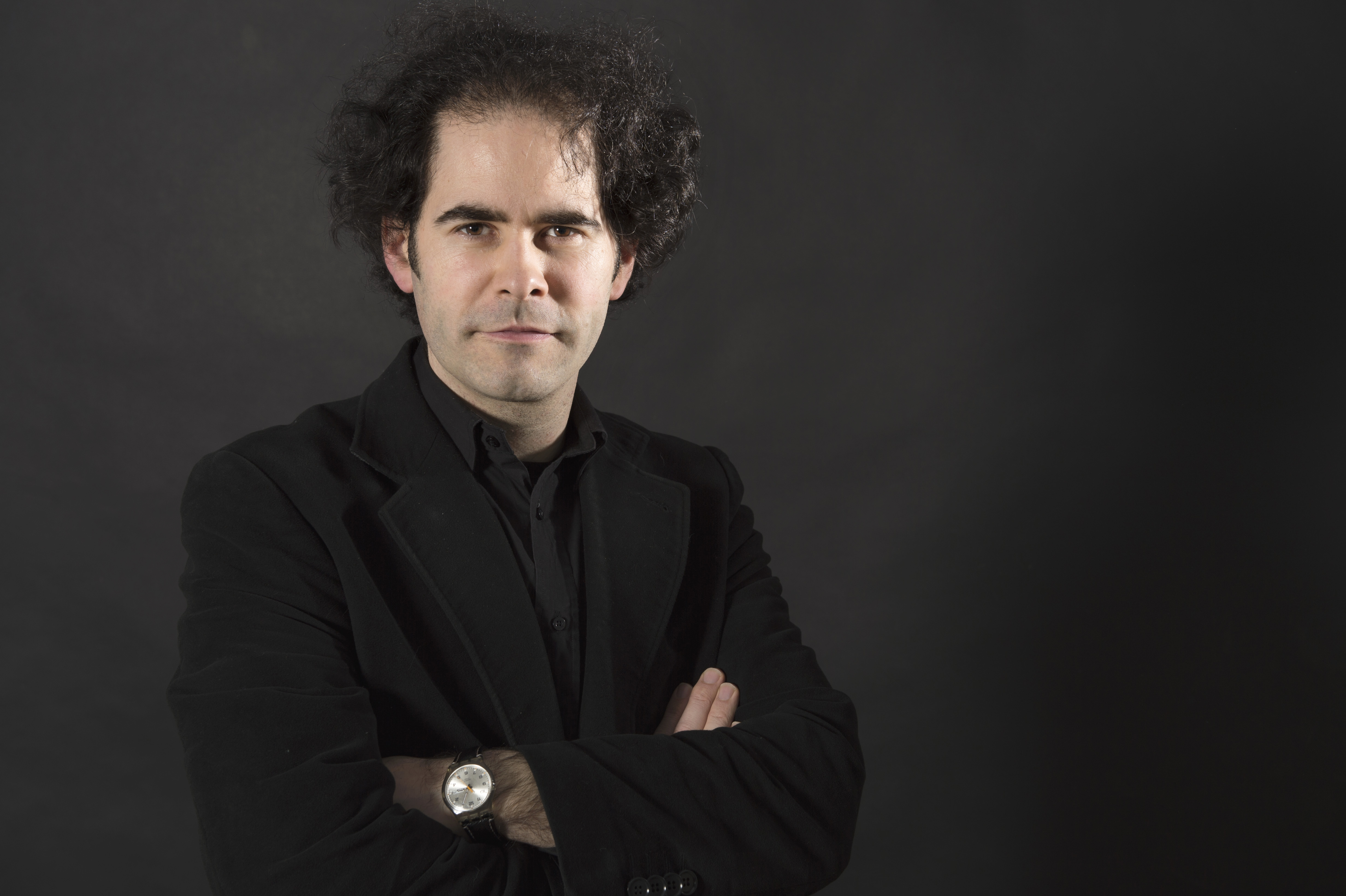
Christian Klinkenberg

Christian Klinkenberg (* 3. Januar 1976 in Eupen, Belgien) ist ein belgischer Pianist und Komponist.

## Leben
Klinkenberg studierte von 2002 bis 2006 Jazz-Arrangement und Komposition bei Kris Defoort am Koninklijk Conservatorium in Brüssel. Von 2006 bis 2012 studierte er klassische Komposition bei Jan Van Landeghem.
Sein kompositorisches Schaffen ist geprägt von der Verbindung zeitgenössischer Kompositionstechniken wie der Metrischen Modulation und der Mikrotonalen Musik sowie der Improvisation im Jazz.

## Werk (Auswahl)
- Das Kreuz der Verlobten, Kammeroper, (Uraufführung, Februar 2017)
- Der Gletscher, (Uraufführung[2], Oktober 2019)
- 1984, Oper, (Uraufführung Luxemburg, Juni 2023)

## Lehrtätigkeit
- Dozent am Koninklijk Conservatorium Brussel.
- Dozent am Luxemburger Conservatoire du Nord in Ettelbrück.